# كيم تاي مين
كيم تاي مين (25 مايو 1982 بكوريا الجنوبية - ) هو لاعب كرة قدم كوري جنوبي في مركز الوسط. شارك مع منتخب كوريا الجنوبية تحت 23 سنة لكرة القدم. أما مع النوادي، فقد لعب مع جيجو يونايتد ونادي بوسان أي بارك ونادي كيتشي وPolice United F.C. ‏ وجوانجو سانجمو ‏ ونادي غانغوون ونادي تشونغتشينغ.

## وصلات خارجية
- كيم تاي مين على موقع دوري كوريا الجنوبية (الإنجليزية)
- كيم تاي مين على موقع قاعدة بيانات كرة القدم.إي يو (الإنجليزية)
- كيم تاي مين على موقع Soccerway.com (الإنجليزية)